# Rue Paul-Baudry
La rue Paul-Baudry est une rue du 8e arrondissement de Paris. 

## Situation et accès
Elle commence entre les nos 54 et 56 de la rue de Ponthieu et se termine entre les nos 9 et 11 de la rue d'Artois.
Le quartier est desservi par la ligne de métro 9 à la station Saint-Philippe du Roule.

## Origine du nom

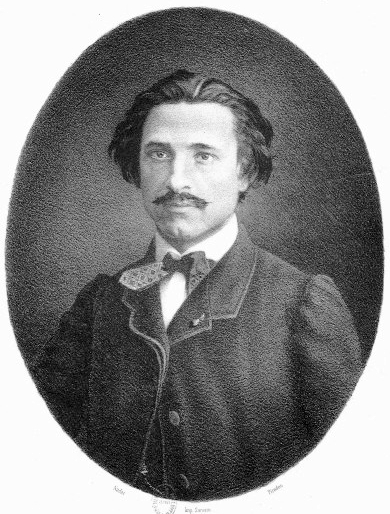
Paul Baudry en 1862.

Elle porte le nom du peintre Paul Baudry (1828-1886) 

## Historique
En vertu d'une ordonnance royale du 4 novembre 1829, Jean-Joseph Fortin, avocat, fut autorisé à ouvrir sur des terrains lui appartenant une rue d'une largeur de 12 mètres pour relier la rue de Ponthieu à la rue des Écuries-d'Artois (actuelle rue d'Artois). La construction ne commença effectivement qu'en 1837 et fut dénommée « rue Fortin » avant de prendre sa dénomination actuelle par un décret du 11 septembre 1888.

## Bâtiments remarquables et lieux de mémoire
- No 3 : hôtel de Wendel. Construit en 1856, cet hôtel d'une superficie de 4 700 m2 était habité en 1908 par Mme Robert de Wendel (1850-1917) et par son gendre, le duc de Maillé[1], époux de Carmen de Wendel. Il a été la résidence d'Humbert de Wendel (1876-1954) (cf. « famille de Wendel »). En 1919, l'immeuble est racheté par la société Les Petits-Fils de F. de Wendel et Cie qui y installe ses services administratifs. En 1979, une mutuelle rachète l'hôtel particulier ainsi que les deux bâtiments adjacents, plus modernes et fonctionnels, agrémentés d'un jardin intérieur. Le nouvel ensemble de quelque 8 000 m2 est rénové et transformé en 1983, puis à nouveau en 1993. L'hôtel a été restauré en 2006 pour abriter les bureaux parisiens du cabinet d'avocats Baker & McKenzie[2].
- No 6 : hôtel de la vicomtesse de Courval, née Mary Ray (†1902), qui y accumula de précieuses collections d'objets d'art, puis de sa fille, la princesse de Poix, née Madeleine Dubois de Courval (1870-1944), veuve de François Joseph Eugène Napoléon de Noailles (1866-1900)[3]. La vicomtesse de Courval avait fait installer dans cet hôtel un ensemble de boiseries du XVIIIe siècle en chêne ciré qui ont été remontées en 1925 à l'hôtel Bischoffsheim, 11, place des États-Unis. « Une société d'éponges synthétiques occupe l'hôtel où la comtesse de Courval laissait admirer une splendide collection de dessins et de gouaches du XVIIIe siècle », note André Becq de Fouquières en 1953[1]. En 1989, l'immeuble a été réaménagé par l'architecte Pierre-Louis Faloci pour la banque Aref.
- No 12 : dans les années 1900, consulat général de Saint-Marin[4].